# Bitch I'm Madonna
«Bitch I'm Madonna» es una canción de la cantante estadounidense Madonna, incluida en su decimotercer álbum de estudio, Rebel Heart (2015). Cuenta con la colaboración de la rapera Nicki Minaj. Ambas artistas escribieron el tema junto con MoZella, Toby Gad, Ariel Rechtshaid, Diplo y Sophie. Interscope Records lanzó la canción como el tercer sencillo del álbum el 15 de junio de 2015, acompañada por varios remixes. Bajo la producción de Madonna y Diplo, el tema se caracteriza por su estilo EDM y sus letras que hablan sobre la diversión continua de Madonna debido a su propia identidad.
Las críticas musicales sobre la canción fueron divididas. Algunos la calificaron de «enérgica» y destacaron el verso de rap de Minaj y su composición poco convencional, mientras que otros la consideraron un intento desesperado por llamar la atención. En Estados Unidos, «Bitch I'm Madonna» marcó el regreso de Madonna al Billboard Hot 100 después de tres años, alcanzando el puesto número 84. Con este sencillo, Minaj sumó su entrada número 63 en el Hot 100, mientras que Madonna alcanzó su entrada número 57, ocupando el tercer y cuarto lugar, respectivamente, en la lista de mujeres con más entradas en la lista. Además, la canción llegó al primer puesto en la lista Hot Dance Club Songs, lo que reforzó la posición de Madonna como la artista con más números uno en el ranking de baile de Estados Unidos. A nivel internacional, logró situarse en el top treinta de Hungría y en las listas digitales de Finlandia y Suecia.
El videoclip del tema, dirigido por Jonas Åkerlund, muestra a Minaj y Diplo junto a Madonna, y presenta cameos de Diplo, Rita Ora, Chris Rock, Jon Kortajarena, Miley Cyrus, Alexander Wang, Beyoncé, Katy Perry, Kanye West y los hijos de Madonna, Rocco y David. La filmación tuvo lugar en el Standard Hotel de Nueva York y retrata a Madonna y su grupo festejando por todo el edificio, culminando la celebración en la azotea. El estreno del video en la plataforma de streaming Tidal enfrentó problemas técnicos y generó opiniones divididas. Algunos críticos alabaron la energía y locura del clip, pero criticaron la ausencia de los invitados en el set. Además, se realizaron comparaciones con el video de la canción «Bad Blood» de Taylor Swift, que también contó con numerosos cameos. Para aumentar la promoción del sencillo, Madonna interpretó «Bitch I'm Madonna» en su aparición en The Tonight Show Starring Jimmy Fallon, actuación que recibió críticas positivas. También formó parte del repertorio en las giras de conciertos Rebel Heart Tour (2015–2016) y The Celebration Tour (2023–2024).

## Antecedentes y desarrollo

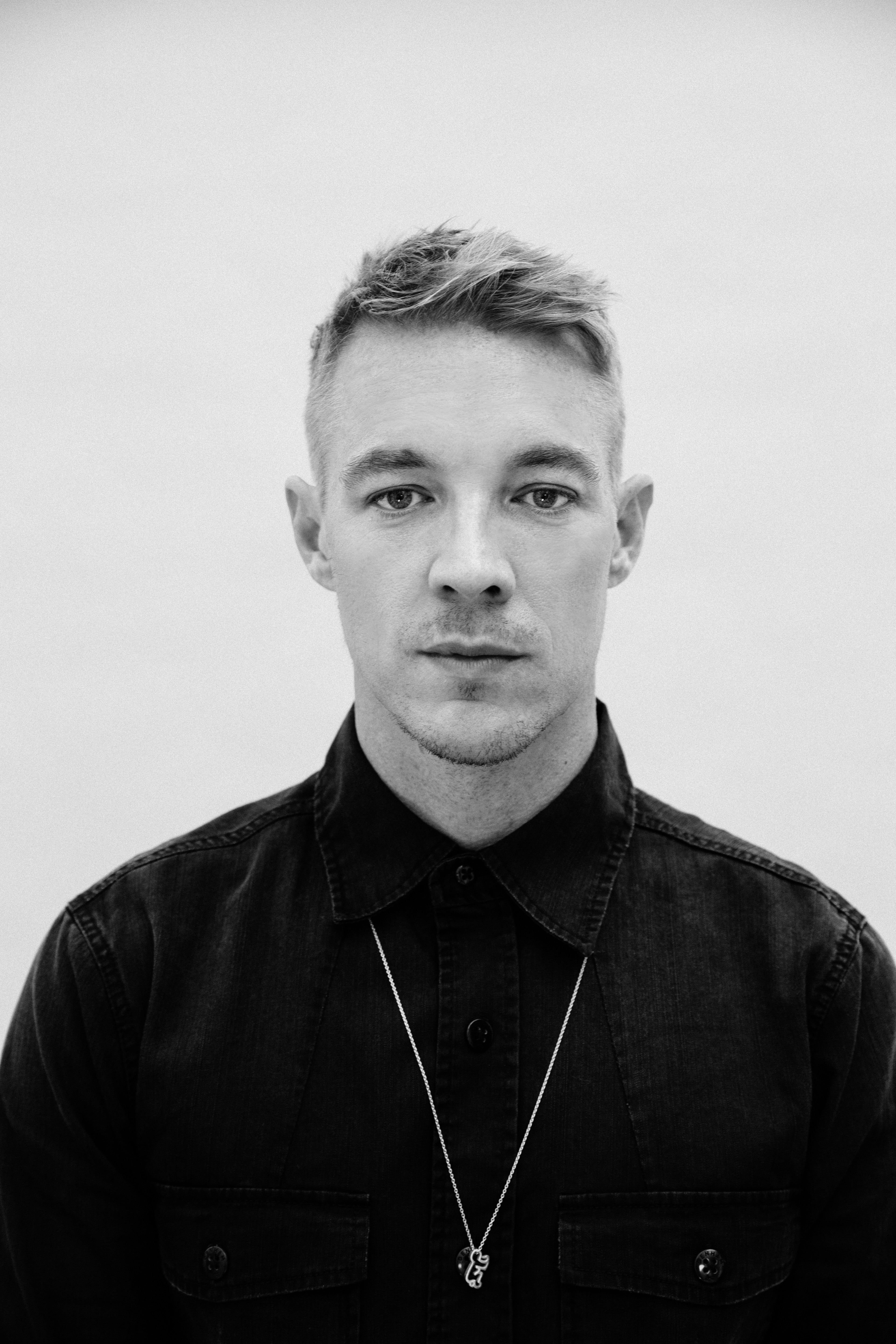
El DJ estadounidense Diplo coescribió y coprodujo «Bitch I'm Madonna».

En febrero de 2014, Madonna anunció que empezó a trabajar en su decimotercer álbum de estudio y comentó: «Ahora mismo hablo con varios coautores y productores para decidir hacia dónde quiero llevar mi música». Al mes siguiente, compartió varias imágenes en Instagram, insinuando posibles compositores y colaboradores con hashtags. Dos meses después, Madonna publicó una selfie en la que mencionaba que colaboraba con el DJ estadounidense Diplo. Madonna lo había invitado a su fiesta anual de los Óscar, pero él no asistió. Aun así, ambos comenzaron a discutir sobre música a través de mensajes de texto y decidieron trabajar juntos en el álbum. En una entrevista con Idolator, Diplo explicó que Madonna le pidió que aportara su «grabación más loca» para el disco. Juntos escribieron y grabaron siete canciones. Diplo destacó: «Madonna estaba dispuesta a probar de todo. Me encanta cuando un artista le da al productor la confianza para trabajar con él. Ella se mostró muy abierta a mis ideas. Estas canciones sonarán muy locas. Realmente llevamos las cosas al límite con lo que hicimos».
El DJ confirmó que uno de los temas grabados, «Bitch I'm Madonna», rompería sus propios límites como compositor. La cantante explicó que la frase era nueva para ella, ya que Diplo se la presentó, comentando que cualquiera que se mantuviera sereno frente a las críticas adoptaba la actitud de Madonna, no siendo solo una referencia a la cantante. La idea de la canción se basó en el tema «Pretty Boy Anthem» del rapero Lil B, de 2010, que incluía la letra «Me parezco a Madonna / Perra, soy granjero». Diplo llevó esta idea a Madonna y juntos crearon una canción para responder a los detractores de la cantante, quienes criticaban su permanencia en la industria musical, añadiendo: «Hicimos este tema sobre “A la mierda, perra, todos somos Madonna”». También insistió en contar con la rapera Nicki Minaj, que ya había trabajado con Madonna en «Give Me All Your Luvin'» y «I Don't Give A», del álbum MDNA.
Diplo reveló en la revista Interview que la composición del tema surgió una noche en el estudio, mientras bebían. Tocó para Madonna una melodía japonesa de pizzicato con un drop que le agradó. Como Madonna prefería comenzar sus composiciones con guitarra, Diplo añadió sonidos de guitarra sobre la melodía y continuaron desarrollando la canción. Otra publicación de la cantante en Instagram confirmó la participación de Minaj en el tema, con el mensaje: «Vamos con todo o nos vamos a casa, ¡lo haremos toda la noche! #werk». La cantante también habló sobre su método de trabajo con Minaj:

Siempre que trabajamos juntos se sienta conmigo, escucha la canción y me dice «dime qué significa esta canción para ti». Es muy metódica a la hora de pensar. Hablamos de ello, escribe las palabras que le digo describiendo de qué trata la canción y el sentimiento que quiero que transmita, y luego se va y trabaja en ella. La escribe, vuelve. Hace una versión, hablamos de ella. Es un ir y venir hasta que lo hace bien. Es una colaboración total.
Madonna

## Lanzamiento
El 17 de diciembre de 2014, Billboard informó que la versión demo de uno de los temas del decimotercer álbum de estudio de la cantante, aún sin título, se filtró en Internet junto con otras doce grabaciones. Madonna, visiblemente molesta, explicó que se trataba de versiones preliminares y comparó la filtración con un «asalto artístico». Más tarde, recibió críticas por calificar el hackeo de «terrorismo» tras los recientes ataques a la escuela de Peshawar y la crisis de rehenes en Sídney. El 20 de diciembre de 2014, el álbum apareció para preorden en iTunes Store. Aquellos que lo compraron pudieron descargar seis canciones, incluido el tema en cuestión. Madonna mencionó que estos temas servían como un «regalo anticipado de Navidad», mientras que el lanzamiento completo del álbum se programó para marzo de 2015.
Tras los sencillos «Living for Love» y «Ghosttown», la compositora confirmó en Instagram que la canción sería el tercer sencillo de Rebel Heart. También publicó tres remixes de este tema en YouTube y Tidal para streaming. Junto con los remixes, compartió la portada del sencillo, creada a partir de una de sus imágenes de Instagram. La mayoría de las remezclas de estilo house fueron producidos por Rosabel, Sander Kleinenberg y Oscar G, quien comentó en Facebook sobre la colaboración: «Cuando Madonna te llama, haces exactamente lo que ella pide. ¡Estoy muy agradecido por esta oportunidad!». Otra remezcla, creada por Sick Individuals, un dúo holandés compuesto por Rinze «Ray» Hofstee y Joep «Jim» Smeele, se lanzó en exclusiva para Billboard. Los remixes debutaron el 15 de junio de 2015 en Australia y Alemania, y al día siguiente en otros países.

## Composición y remezclas
«Bitch I'm Madonna» fue escrita y producida por la cantante junto a Diplo, con la colaboración de otros escritores como Sophie, MoZella, Toby Gad, Ariel Rechtshaid y Minaj. Demacio «Demo» Castellon trabajó como ingeniero de sonido para la canción, además de encargarse de la mezcla y la grabación de audio. También participaron otros ingenieros como Nick Rowe y Aubrey «Big Juice» Delaine, mientras que Zeke Mishanec ayudó en la grabación adicional y Angie Teo en la mezcla adicional. Este tema marcó la primera ocasión en la que PC Music, conocido por su trabajo con música y artistas del circuito underground, colaboró con una figura mainstream como Madonna. Sophie comentó que la compositora «tomó todas las decisiones finales» durante la grabación y destacó la ausencia de representantes de la discográfica en el proceso.
El sencillo guarda similitudes con «Turn Down for What» de DJ Snake y Lil Jon (2013), especialmente en los toques de la voz de la artista que recuerdan al rap autotuneado de Miley Cyrus. La pista se caracteriza por un sonido EDM «desenfrenado», con elementos «pitidos» y «revolventes», además de influencias de trap, electro, dubstep y electropop. Comienza con un sonido de guitarra acústica que evoca el sencillo «Wake Me Up» de Avicii (2012), mientras la intérprete susurra de fondo: «Te va a encantar». Sin embargo, el tema rápidamente evoluciona «más allá del EDM que llena estadios hacia un género que se escucha más comúnmente en los auriculares de quienes exploran blogs de música alternativa a altas horas de la noche», como señaló Sasha Geffen, quien también comparó el sonido con el vaporwave. El track se aleja de la estructura tradicional de canción con estribillo, presentando cortes abruptos, sintetizadores, y un estilo vocal nasal. Minaj aporta un rap en el que desafía a los oyentes a «dar lo mejor o irse a casa», mientras la cantante exclama frases como: «Sólo quiero divertirme esta noche, Quiero volar esta casa esta noche», y alterna entre gritos modificados de tono como «¿Quién te crees que eres?» y la provocativa repetición del título.
Sobre su uso frecuente de la palabra «bitch» en el tema (y en otro sencillo, «Unapologetic Bitch», también de Rebel Heart), la compositora defendió su decisión en una entrevista con Billboard, afirmando:

Creo que eso es una tontería. La policía de las palabras puede irse al diablo. ¡No quiero que me controlen! No me interesa la corrección política. La palabra «bitch» puede tener muchos significados diferentes, todo depende del contexto. Cuando me mudé por primera vez a Inglaterra y escuché la palabra «cunt», me horrorizó. ¡La gente se llamaba «cunt» entre sí! Luego entendí que, en esa cultura, era algo distinto; se daban una palmada en la espalda y decían: «¿Quién es el cunt? ¡Eres mi mejor amigo!». La palabra «fuck» no se limita a referirse al acto sexual. Por ejemplo, «Eres un estúpido fuck», «¿Vas a joder conmigo?», «¡Vete al diablo!». El sexo no tiene nada que ver con ninguna de esas expresiones, y lo mismo ocurre con «bitch». Si te digo, «I'm a badass bitch», me estoy apropiando de esa identidad, estoy diciendo: «Soy fuerte, soy dura, y no te metas conmigo». Si digo: «Why are you being such a bitch to me?», bueno, eso significa otra cosa».

Debido a que la cantante tuvo que lanzar rápidamente las primeras seis canciones de Rebel Heart tras una filtración y hackeo, Diplo aclaró que la versión del álbum no era su mezcla final; posteriormente, compartió su versión en su cuenta de SoundCloud. Tres de las remezclas house del tema se publicaron como versiones dub, con secciones prolongadas de ritmo y mínimas vocales de la artista, como señaló Robbie Daw de Idolator. La versión remezclada por Kleinenberg adoptó un sonido completamente diferente a las mezclas house, aunque Daw opinó que todas tenían un sonido «barato» comparado con la original. Según Sick Individuals, su remix del sencillo incorporó ritmos «contundentes» y ofreció una versión enérgica, ideal para las pistas de baile. La remezcla de Fedde Le Grand no utilizó ninguno de los efectos presentes en la versión del álbum y fue concebida como una pista de electro house con sonidos metálicos.

## Lista de canciones
| Descarga digital — sencillo |                     |          |  |
| N.º                         | Título              | Duración |  |
| 1.                          | «Bitch I'm Madonna» | 3:47     |  |

- ;Descarga digital (Remezclas)[18]

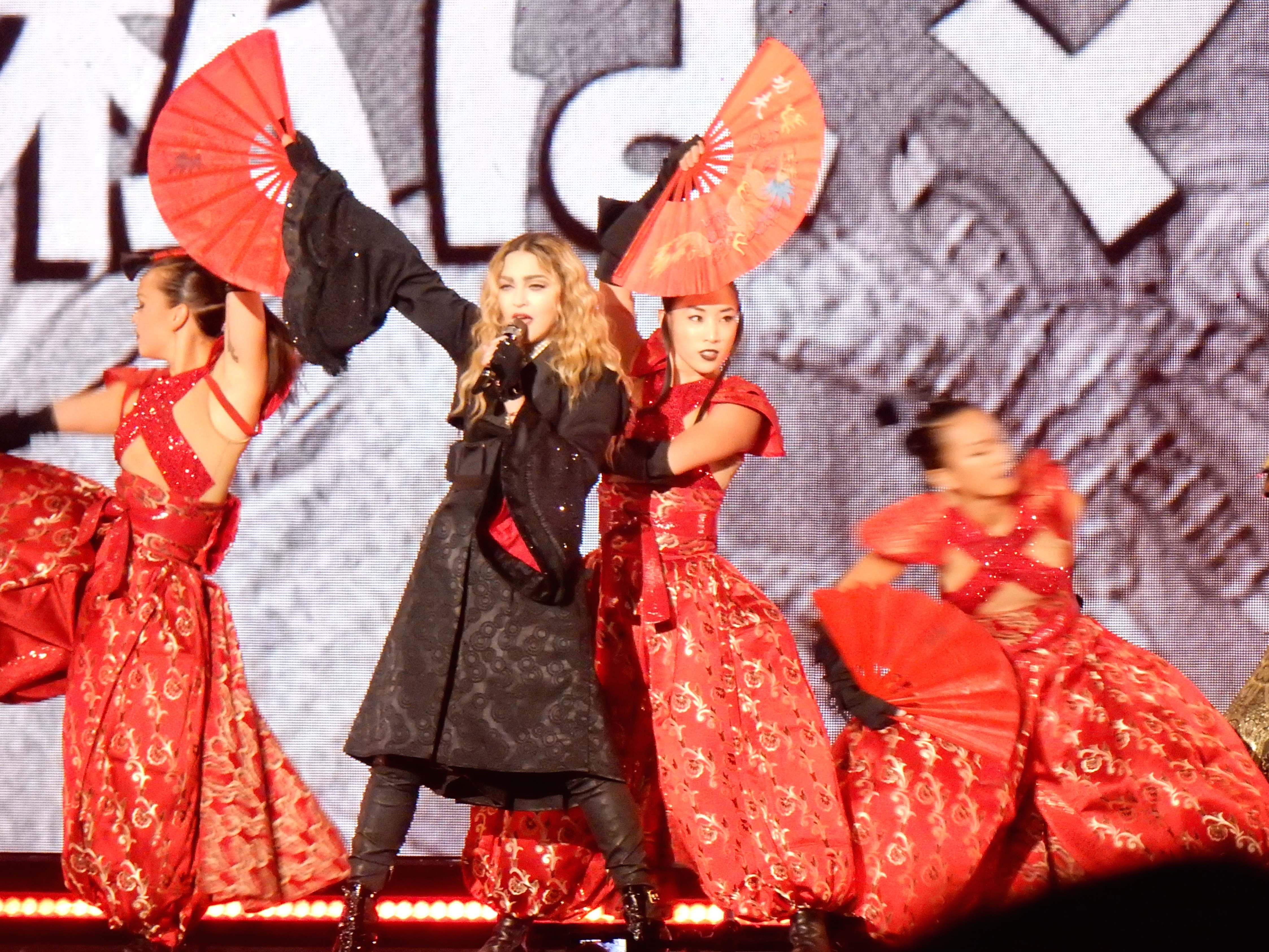
Madonna cantando el tema durante uno de los conciertos del Rebel Heart Tour (2015-2016)

1. «Bitch I'm Madonna» (Fedde Le Grand Remix) – 3:55
2. «Bitch I'm Madonna» (Rosabel’s Bitch Move Mix) – 7:05
3. «Bitch I'm Madonna» (Sander Kleinenberg Remix) – 4:58
4. «Bitch I'm Madonna» (Junior Sánchez Remix) – 5:10
5. «Bitch I'm Madonna» (Oscar G 305 Dub) – 8:44
6. «Bitch I'm Madonna» (Sick Individuals Remix) – 5:07
7. «Bitch I'm Madonna» (Dirty Pop Remix) – 5:11
8. «Bitch I'm Madonna» (Flechette Remix) – 3:21
9. «Bitch I'm Madonna» (Oscar G Bitch Beats) – 8:44
10. «Bitch I'm Madonna» (Rosabel’s Bitch Move Dub) – 7:35

## Posicionamiento en listas

### Semanal
| Listas (2014–15)                            | Mejor posición |
| ------------------------------------------- | -------------- |
| Australia (ARIA)                            | 132            |
| Bélgica (Flandes) (Ultratip Bubbling Under) | 50             |
| Canadá (Canadian Hot 100)                   | 58             |
| CEI (Tophit)                                | 199            |
| Finlandia (Latauslista)                     | 13             |
| Francia (SNEP)                              | 90             |
| Hungría (Single Top 40)                     | 21             |
| Italia (Musica e dischi)                    | 45             |
| España (Top 100 Canciones)                  | 49             |
| Suecia (DigiListan)                         | 30             |
| Estados Unidos (Billboard Hot 100)          | 84             |
| Estados Unidos (Hot Dance Club Songs)       | 1              |
| Estados Unidos (Hot Dance/Electronic Songs) | 5              |